# Якотский сельский округ
Якотский сельский округ — упразднённая административно-территориальная единица, существовавшая на территории Дмитровского района Московской области в 1994—2006 годах.
Якотский сельсовет был образован в первые годы советской власти. По данным 1918 года он входил в состав Тимоновской волости Дмитровского уезда Московской губернии.
В 1923 году к Якотскому с/с был присоединён Скрыпневский с/с.
В 1924 году Якотский с/с был переименован в Скрыпневский, но уже в 1925 году переименован обратно.
В 1926 году Якотский с/с включал деревни Андреянцево, Михайловское, Рогово, Скриплево, Шолохово и Якоть, а также Михайловский агропункт. Центром сельсовета было село Якоть.
В 1929 году Якотский с/с был отнесён к Дмитровскому району Московского округа Московской области.
17 июля 1939 года к Якотскому с/с было присоединено селение Кузнецово упразднённого Тимоновского с/с.
10 апреля 1953 года из Плетеневского с/с в Якотский было передано селение Сальницы.
14 июня 1954 года к Якотскому с/с был присоединён Плетеневский с/с.
27 августа 1958 года к Якотскому с/с были присоединены селения Ковригино, Носково и Тимоново упразднённого Лифановского с/с. Одновременно из Внуковского с/с в Якотский были переданы селения Власково, Вороново, Даниловская слобода, Жестылево, Овсянниково, Постниково, Прокошево, Соколово, Торговцево и посёлок Рыбхоза.
Центром укрупнённого сельсовета становится посёлок совхоза «Будённовец». 
В конце 1950-х годов расформирование всех колхозов и образование одного совхоза «Будённовец», специализирующегося на свиноводстве. Все поселения Якотского сельсовета, кроме посёлка Рыбное, входили в территорию совхоза.
1 февраля 1963 года Дмитровский район был упразднён и Якотский с/с вошёл в Дмитровский сельский район. 11 января 1965 года Якотский с/с был передан в восстановленный Дмитровский район.
21 мая 1965 года в Якотском с/с был образован населённый пункт Рыбное.
На 1969 год в Якотский сельсовет входили: села Якоть, Вороново, Жестылёво, Даниловская слобода, деревни Скриплёво, Андреянцево, Сальницы, Михайловское, Шолохово, Носково, Тимоново, Ковригино, Кузнецово (дальнее), Плетенево, Пыхино, Думино, Святогорово, Лебедево, Буславль, Соколово, Торговцево, Овсянниково, Постниково, Власково, Малое Прокошево, посёлок Даниловский, 
посёлок Центральная усадьба с/х Будённовец, посёлок Рыбный.. 
30 октября 1986 года в Якотском с/с были упразднены селения Сальница и Шолохово.
3 февраля 1994 года Якотский с/с был преобразован в Якотский сельский округ.
В ходе муниципальной реформы 2004—2005 годов Якотский сельский округ прекратил своё существование как муниципальная единица. При этом все его населённые пункты были переданы в сельское поселение Якотское.
29 ноября 2006 года Якотский сельский округ исключён из учётных данных административно-территориальных и территориальных единиц Московской области.